# Problema Meu
Problema Meu é o segundo álbum de estúdio da cantora brasileira Clarice Falcão, lançado em 19 de fevereiro de 2016, com exclusividade no serviço de streaming Spotify, através da gravadora Chevalier de Pas. O álbum possui 14 faixas, incluindo o single "Irônico", e foi produzido por Alexandre Kassin. O disco foi exclusivo do Spotify até ser liberado para outros provedores. Seu lançamento em formato físico aconteceu em 14 de março de 2016.

## Antecedentes
Falcão iniciou sua carreira musical com a canção "Australia", composta pela própria para o curta Laços (2007), vencedor do prêmio Project Direct, do YouTube. Depois disso, a artista começou a postar vídeos na mesma plataforma, interpretando canções próprias, que mais tarde seriam parte da lista de faixas de Monomania (2013), seu álbum de estreia. Enquanto que no portal, as composições eram apresentadas apenas com voz e violão, no disco elas foram retrabalhadas por Olivia Byington e possuíam uma vasta gama de instrumentos. O produto foi lançado digitalmente pela Casa Byington e em formato físico pela Sony Music, chegando ao topo dos mais vendidos da semana no iTunes. Depois disso, a artista passou a focar em seus projetos como atriz, participando de filmes como Eu Não Faço a Menor Ideia do Que Eu Tô Fazendo Com a Minha Vida (2013), além das produções do Porta dos Fundos. Em novembro de 2014, sucedeu-se a separação de Clarice e Gregório Duvivier, filho de Olivia, com o qual estava casada desde janeiro daquele ano. No mês seguinte, a mãe da cantora, Adriana Falcão, postou em seu perfil no Instagram uma foto dela no estúdio, com a legenda "novo CD". Depois disso, a própria Clarice foi ao Twitter e disse: "Estou aqui lançando um boato de que estou fazendo um CD novo para poder não confirmar nem negar os boatos de que estou fazendo um CD novo".
No dia 13 de novembro de 2015, a musicista lançou uma regravação de "Survivor" (2001), obra original da banda feminina estadunidense Destiny's Child. Junto com a faixa, foi revelado o vídeo musical, que apresenta uma temática feminista e foi idealizado pela própria artista em conjunto com Célio Porto. Dez dias depois, a atriz usou de seu perfil no Facebook para anunciar que estava saindo do Porta dos Fundos, com o objetivo de focar-se em seu próximo trabalho musical. "Ano que vem vai ter CD e vai ter turnê. Por outro lado, é com muita saudade que estou me despedindo do Porta dos Fundos", escreveu.

## Estrutura musical
No geral, Problema Meu afasta-se bastante do som empregado por Falcão em Monomania. Ao contrário da suavidade e monotemática do antecessor, guiado quase que somente por voz, violão e ukulele, este disco contém mais instrumentos e maior experimentação de gêneros, apresentando o uso de mais percussão, mais sopros, teclados e guitarras. Liricamente, os temas também diferem-se de maneira explícita. Monomania apresentava uma garota apaixonada em narrativas fofas, que às vezes beiravam a obsessão. Em Problema Meu, toma lugar uma garota amargurada, decepcionada com um relacionamento, e vingativa. Nas palavras de Pedro Antunes, d'O Estado de S. Paulo: "O primeiro disco dela [...] escancarava a obsessão de uma garota por um rapaz. Em determinado trecho de 'Oitavo Andar', por exemplo, a personagem planeja se arremessar do oitavo andar para cair sobre o ex [...] O jeito doce de cantar de Clarice, acompanhada por arranjos mínimos, em grande parte no violão, mascarava a temática quase doentia, embora divertida, daquela safra". Sobre a transição entre os dois álbuns, assim descreve Eduardo Fradkin, do jornal O Globo: "caso fosse adaptado para o cinema, [...] Monomania renderia uma comédia dramática mulherzinha sem grandes pretensões, com tons melancólicos, piadas bem colocadas e final feliz."
O disco abre com "Irônico", uma ácida faixa carnavalesca com arranjo "típico de banda marcial", uso pesado de instrumentos de sopro e sintetizadores. Sobre a letra, Carlos Eduardo Lima, do blog MonkeyBuzz, afiliado à MTV, afirma que "traz para a ordem do dia a inevitável capacidade das mulheres dominarem os homens sem dó, mesmo que estes pensem que estão sempre no comando. É outra franca confissão de pensamentos, algo simpático e, para nós, homens, extremamente cruel, porém, necessário para aqueles que insistem em manchar o nome da classe com comportamentos às vezes lamentáveis". "Eu Escolhi Você", a segunda canção, contém um pop ingênuo e tambores que remetem a "Pet Sounds" (1966), da banda Beach Boys, de acordo com Handerson Ornelas, do blog Plano Crítico. Tematicamente, segue o mesmo estilo da antecessora, com letras agressivas, porém lúdicas. "A Volta do Mecenas", escrita por Matheus Torreão, é o primeiro indício de rock no CD, apresentando guitarras e "[pedindo] em tom brincalhão o retorno da Renascença". "Deve Ter Sido Eu" aposta no humor para escrutinar "os sentimentos competitivos entre as mulheres de ontem e de agora [...] com franqueza confessional, algo que, certamente fará plateias femininas cantarem a letra completa em shows pelo Brasil afora", escreve Carlos Eduardo Lima. Nesta faixa, a quarta do conjunto, mantém-se o som lúdico e mostra-se uma "sinceridade" ao descrever "aquele sentimento negativo que a gente desenvolve pela pessoa que nosso ex-alguma-coisa está atualmente", escreve Mauro Sérgio Lima.

## Recepção

### Crítica
| Críticas profissionais | Críticas profissionais |
| Avaliações da crítica  | Avaliações da crítica  |
| Fonte                  | Avaliação              |
| ---------------------- | ---------------------- |
| Notas Musicais         | [ 17 ]                 |
| O Globo                | (ótimo)                |

Mauro Ferreira, do Notas Musicais, avaliou o disco com quatro de cinco estrelas máximas. Ferreira elogiou a produção de Kassin, dizendo que o produtor veio para somar no trabalho da cantora recifense, migrando o som intencionalmente mono do primeiro álbum, não por acaso intitulado Monomania, para um som estéreo. Finalizando citou que Clarice reafirma estilo e personalidade forte em Problema Meu. Em texto para O Globo, Eduardo Fradkin afirmou que "é uma pequena obra-prima, com um enredo que prende o ouvinte pela variedade nos arranjos e ritmos e pelas letras espertíssimas e ácidas".

## Lista de faixas
Todas as faixas escritas e compostas por Clarice Falcão e produzidas por Alexandre Kassin, exceto quando indicado. 
| N.º            | Título                                 | Compositor(es)                                                  | Duração |  |
| 1.             | "Irônico"                              |                                                                 | 2:37    |  |
| 2.             | "Eu Escolhi Você"                      |                                                                 | 2:52    |  |
| 3.             | "A Volta do Mecenas"                   | Matheus Torreão                                                 | 2:50    |  |
| 4.             | "Deve Ter Sido Eu"                     |                                                                 | 2:57    |  |
| 5.             | "Marta"                                |                                                                 | 2:46    |  |
| 6.             | "Se Esse Bar Fechar"                   |                                                                 | 3:35    |  |
| 7.             | "Eu Sou Problema Meu"                  |                                                                 | 3:11    |  |
| 8.             | "L'amour toujours (I'll Fly with You)" | Luigino Di Agostino Carlos Montagner Paolo Sandrini Diego Leoni | 3:33    |  |
| 9.             | "Como é Que Eu Vou Dizer Que Acabou"   |                                                                 | 2:39    |  |
| 10.            | "Duet"                                 |                                                                 | 3:41    |  |
| 11.            | "Banho de Piscina"                     | João Falcão                                                     | 3:22    |  |
| 12.            | "Vinheta"                              |                                                                 | 1:18    |  |
| 13.            | "Vagabunda"                            |                                                                 | 3:17    |  |
| 14.            | "Clarice"                              |                                                                 | 2:04    |  |
| Duração total: | Duração total:                         | Duração total:                                                  | 40:42   |  |

## Turnê Problema Meu
Depois do lançamento do clipe "Irônico" em 5 de fevereiro de 2016, Clarice anunciou as primeiras datas da turnê de divulgação do álbum.
Repertório
1. "Irônico"
2. "Eu Escolhi Você"
3. "Eu Esqueci Você"
4. "Vinheta"
5. "Deve Ter Sido Eu"
6. "Se Esse Bar Fechar"
7. Medley
  1. "L'amour toujours (I'll Fly with You)"
  2. "Talvez"
8. "Capitão Gancho"
9. "Duet"
10. "Marta"
11. "A Volta do Mecenas"
12. "Robespierre"(Canção excluída do álbum)
13. "Eu Me Lembro"
14. "Banho de Piscina"
15. "Eu sou Problema Meu"
16. "Clarice"
17. "Como é Que Eu Vou Dizer Que Acabou?"

Encore:
1. "Monomania"
2. "Survivor"(Destiny’s Child cover)
3. "Vagabunda"

- 8 de abril de 2016: Cantou "Eu Me Lembro" com a cantora Karina Buhr
- 15 de abril de 2016: Cantou "Eu Me Lembro" com a cantora Letícia Novaes
- 28 de outubro de 2016: Cantou "Eu Me Lembro" com o cantor Silva
- 22 de junho de 2017: Cantou "Eu Me Lembro", "Volta" (da banda O Terno) e "Monomania" com o cantor Tim Bernardes
- 23 de junho de 2017: Cantou "Eu Me Lembro" com a cantora Ana Cañas
- 6 de agosto de 2017: Cantou "Eu Me Lembro" com a cantora Emmily Barreto (Far From Alaska)

| Datas                  | Datas                 | Datas             | Datas                                                | Datas  |
| Brasil                 | Brasil                | Brasil            | Brasil                                               | Brasil |
| Data                   | Cidade                | Estado            | Local                                                |        |
| ---------------------- | --------------------- | ----------------- | ---------------------------------------------------- | ------ |
| 18 de março de 2016    | Recife                | Pernambuco        | Baile Perfumado                                      |        |
| 19 de março de 2016    | Fortaleza             | Ceará             | Centro Dragão do Mar de Arte e Cultura - Praça Verde |        |
| 8 de abril de 2016     | São Paulo             | São Paulo         | Cine Joia                                            |        |
| 15 de abril de 2016    | Rio de Janeiro        | Rio de Janeiro    | Circo Voador                                         |        |
| 21 de maio de 2016     | São Paulo             | São Paulo         | Parque do Carmo                                      |        |
| 22 de maio de 2016     | São Paulo             | São Paulo         | Palco São João                                       |        |
| 4 de junho de 2016     | João Pessoa           | Paraíba           | Teatro de Arena                                      |        |
| 24 de junho de 2016    | Curitiba              | Paraná            | Ópera de Arame                                       |        |
| 25 de junho de 2016    | Porto Alegre          | Rio Grande do Sul | Bar Opinião                                          |        |
| 2 de julho de 2016     | Belo Horizonte        | Minas Gerais      | Teatro Sesiminas                                     |        |
| 3 de julho de 2016     | Belo Horizonte        | Minas Gerais      | Teatro Sesiminas                                     |        |
| 8 de julho de 2016     | Sorocaba              | São Paulo         | Sesc Sorocaba                                        |        |
| 9 de julho de 2016     | São Paulo             | São Paulo         | Theatro Net                                          |        |
| 10 de julho de 2016    | São Paulo             | São Paulo         | Theatro Net                                          |        |
| 20 de agosto de 2016   | Petrópolis            | Rio de Janeiro    | Sesc Quitandinha                                     |        |
| 21 de agosto de 2016   | Teresópolis           | Rio de Janeiro    | Sesc Teresópolis                                     |        |
| 23 de setembro de 2016 | Volta Redonda         | Rio de Janeiro    | Teatro Gacemss                                       |        |
| 24 de setembro de 2016 | São Paulo             | São Paulo         | Sesc Santana                                         |        |
| 25 de setembro de 2016 | São Paulo             | São Paulo         | Sesc Santana                                         |        |
| 28 de outubro de 2016  | Vila Velha            | Espírito Santo    | Shopping Vila Velha                                  |        |
| 1 de novembro de 2016  | Rio de Janeiro        | Rio de Janeiro    | Teatro Rival                                         |        |
| 2 de novembro de 2016  | Rio de Janeiro        | Rio de Janeiro    | Teatro Rival                                         |        |
| 18 de novembro de 2016 | Jundiaí               | São Paulo         | Sesc Jundiaí                                         |        |
| 3 de dezembro de 2016  | São Paulo             | São Paulo         | Estúdio                                              |        |
| 27 de janeiro de 2017  | Xangri-lá             | Rio Grande do Sul | Praia de Atlântida                                   |        |
| 5 de fevereiro de 2017 | Belo Horizonte        | Minas Gerais      | Cine Theatro Brasil Vallourec                        |        |
| 9 de fevereiro de 2017 | Rio de Janeiro        | Rio de Janeiro    | Marina da Glória                                     |        |
| 10 de maio de 2017     | Rio de Janeiro        | Rio de Janeiro    | Teatro SESI Centro                                   |        |
| 11 de maio de 2017     | Macaé                 | Rio de Janeiro    | Teatro SESI Macaé                                    |        |
| 13 de maio de 2017     | Curitiba              | Paraná            | Pedreira Paulo Leminski                              |        |
| 18 de maio de 2017     | Campos dos Goytacazes | Rio de Janeiro    | Teatro SESI Campos                                   |        |
| 19 de maio de 2017     | Itaperuna             | Rio de Janeiro    | Teatro SESI Itaperuna                                |        |
| 25 de maio de 2017     | Petrópolis            | Rio de Janeiro    | Theatro D. Pedro                                     |        |
| 26 de maio de 2017     | Duque de Caxias       | Rio de Janeiro    | Teatro SESI Caxias                                   |        |
| 27 de maio de 2017     | Rio de Janeiro        | Rio de Janeiro    | Teatro SESI Jacarepaguá                              |        |
| 22 de junho de 2017    | São Paulo             | São Paulo         | Casa Natura Musical                                  |        |
| 23 de junho de 2017    | Ilhabela              | São Paulo         | Praça das Bandeiras                                  |        |
| 8 de julho de 2017     | Porto Alegre          | Rio Grande do Sul | Bar Opinião                                          |        |
| 6 de agosto de 2017    | Brasília              | Distrito Federal  | Centro de Convenções Ulysses Guimarães               |        |
| Portugal               |                       |                   |                                                      |        |
| Data                   | Cidade                | Cidade            | Local                                                |        |
| 29 de setembro de 2017 | Lisboa                | Lisboa            | X Factory                                            |        |
| 4 de outubro de 2017   | Porto                 | Porto             | Casa da Música                                       |        |

Cancelados
| Data               | Cidade | País   | Local           | Extra |
| ------------------ | ------ | ------ | --------------- | --- |
| América do Sul     |        |        |                 | |
| 13 de maio de 2016 | Belém  | Brasil | Hangar          | * O show em Belém foi cancelado e Clarice divulgou uma nota alegando problemas com o contratante em seu Facebook       |
| 14 de maio de 2016 | Natal  | Brasil | Arena das Dunas | * O show em Natal foi cancelado após uma decisão tomada em comum acordo entre a Pauta Cultural e a produção da cantora |

 Agenda disponível no portal não-oficial Clarice Falcão Brasil.

## Histórico de lançamento
| País   | Data                    | Formato   | Gravadora        |
| ------ | ----------------------- | --------- | ---------------- |
| Brasil | 19 de fevereiro de 2016 | Streaming | Chevalier de Pas |
| Brasil | 14 de março de 2016     | CD        | Chevalier de Pas |